# Golden Brooks
Golden Ameda Brooks (Califórnia, 01 de dezembro de 1970) é uma atriz americana.

## Biografia
Golden Brooks nasceu em San Francisco, Califórnia. Quando criança, ela competiu como patinadora e ganhou vários troféus. Golden Brooks também é dançarina de formação clássica, ela estudou e ensinou Ballet, Jazz e Modern dance. Brooks estudou literatura e sociologia e é graduada na Universidade de Berkeley, onde ela se formou em representação midiática das minorias com especialização em Teatro . Brooks ganhou um mestrado em Sarah Lawrence College.

## Carreira
Golden Brooks começou sua carreira com o papel principal na série de comédia, Linc's (1998–2000), e mais tarde apareceu em filmes como Timecode (2000) e Impostor (2001). De 2000 a 2008, Golden Brooks estrelou como Maya Wilkes na série de comédia, Girlfriends, pelo qual recebeu uma indicação no NAACP Image Award de Melhor Atriz em Série de Comédia. Ela também apareceu em filmes como Motives (2004), Beauty Shop (2005), e Something New (2006).

## Vida pessoal
Golden Brooks tem uma filha com seu ex-namorado DB Woodside, Chamada Dakota Tao Brooks-Woodside, nascida em 1 de Setembro de 2009.

## Filmografia
- Girl 6 (1996)
- Linc's (1998)
- Timecode (2000)
- Impostor (2002)
- Motives (2004)
- Beauty Shop (2005)
- Something New (2006)
- A Good Man Is Hard to Find (2008)
- Polish Bar (2009)
- The Inheritance (antes titulado My Place in the Horror) (2010)
- The Marriage Lover (2013)
- The Darkest Minds (2018)